# Bolus (Pigment)
Bolus ist ein Erdpigment, das in der Natur in unterschiedlichen Farben vorkommt: Er kann weiß, gelb, rot oder grau sein. Solche Erdpigmente setzen sich aus Ton, Tonerde und wasserhaltigen Aluminiumsilikaten zusammen.

## Farbsorten
Der rote Bolus (Bolus Rubra) wurde meist aus Armenien importiert und erhielt daher Bezeichnungen wie Bolus Armenicus, Bolus Armena, Lutum Armenum, Terra Armenum. Der farbgebende Bestandteil ist Eisenoxid (roter Ocker, Fe2O3), der bis zu 20 % betragen kann. Außerdem enthält er vor allem Tonmineralien.
Der gelblich-rote Bolus (Bolus Luteus) wurde an der Levante gefördert. Die gelbliche Färbung wird durch den Anteil an Eisenoxidhydroxid (gelber Ocker, FeO[OH]) hervorgerufen.
Der weiße Bolus (Bolus Alba, Kaolin) wird in Mähren und Norwegen gefördert. Der Farbton wird durch Magnesiumoxid (MgO) bestimmt.

## Verwendung
Bolus wurde unter der Bezeichnung Poliment vor allem in der Tafelmalerei für Goldgründe eingesetzt. Dazu verwendete man aufbereiteten, gereinigten Bolus, der mit einem Bindemittel wie tierischem Leim oder Eiklar vermischt wurde. Auf diesen Grund wurde dann das Blattgold oder ein anderes Blattmetall aufgelegt.